# Суспільне Спорт
«Суспільне Спорт» — загальноукраїнський суспільний телеканал у складі Національної суспільної телерадіокомпанії України на спортивну тематику, до якого входять вебсайт та сторінки у Facebook, YouTube, Viber та Telegram.

## Історія
«Суспільне Спорт» запущено 20 серпня 2020 року цифровою дирекцією «НСТУ», як спортивну секцію сайту «Суспільне Новини».
23 травня 2022 року через оновлення дизайн-системи брендів НСТУ інтернет-ЗМІ «Суспільне Спорт» дещо змінило логотип.
З 20 листопада до 18 грудня 2022 року сайт транслював Чемпіонат світу з футболу 2022. Згідно з даними пресслужби Суспільного, на сайті подію переглянули загалом 2,4 млн осіб, а контент про чемпіонат на YouTube-каналі «Суспільне Спорт» набрав 11,7 млн переглядів.
14 серпня 2023 року телеканал розпочав тестове мовлення, а 29 листопада — повноцінне мовлення.
31 жовтня того ж року телеканал подавав заявку на участь в конкурсі на отримання ліцензії на мовлення в MX-7 цифрової етерної мережі DVB-T2, але його не було допущено до конкурсу через несплату конкурсних гарантій.
31 грудня того самого року було припинено мовлення каналу на супутнику Amos 3, який здійснив мовлення в SD.

## Мовлення

### Супутникове мовлення
| Супутник         | Стандарт | Частота | Символьна швидкість | Поляризація     | FEC | Формат зображення | Кодування |
| ---------------- | -------- | ------- | ------------------- | --------------- | --- | ----------------- | --------- |
| Astra 4A (4.8°E) | DVB-S2   | 12437   | 30000               | вертикальна (V) | 3/4 | MPEG-4            | BISS      |

### Етерне цифрове мовлення
Телеканал відсутній в етерній цифровій мережі DVB-T2.

### Недостовірна інформація в ефірі Суспільне Спорт
Під час коментування Чемпіонату Європи з фігурного катання 2025-го року коментаторка повідомила, що український фігурист Кирило Марсак першим серед українців стрибнув надскладний стрибок четверний луц на міжнародних турнірах, це при тому, що саме українці першими у світі ще у далеких 1990-х роках стрибали цей стрибок:
- 1991-го року першу у світі вдалу спробу виконання четверного лутца здійснив на переможній юнірській першості світу[en] вихованець українського тренера Валентина Ніколаєва Василь Яременко [en][7].

- За іншою версією першим у світі тим, хто виконав четверний лутц на офіційних змаганнях, вважається інший представник України Євген Плюта[en], що стрибнув його кількома роками пізніше за Яременка на турнірі в Оберсдорфі[8][9][10].

Кандидат в майстри спорту з фігурного катання навіть не виправив кричущу дезінформацію співведучої. Такого ніколи не траплялося в часи Першого та Першого національного, коли коментаторкою була Олена Степанищева, а їй допомагали коментувати чемпіони Європи В'ячеслав Загороднюк та Дмитро Дмитренко, а також видатний тренер Валентин Ніколаєв.